# Beziehungen zwischen Haiti und St. Kitts und Nevis
Die Beziehungen zwischen Haiti und St. Kitts und Nevis beschreiben das bilaterale Verhältnis zwischen der Republik Haiti einerseits und der Föderation St. Kitts und Nevis andererseits.
Beide Länder sind Mitglieder der Vereinten Nationen, der Organisation Amerikanischer Staaten (OAS), der Karibischen Gemeinschaft (CARICOM) und der Gemeinschaft der Lateinamerikanischen und Karibischen Staaten (CELAC).
Die im Jahr 1804 von Frankreich unabhängig gewordene Republik Haiti und die 1983 vom Vereinigten Königreich in die Unabhängigkeit entlassene Föderation St. Kitts und Nevis unterhalten diplomatische Beziehungen. In Port-au-Prince ist ein Honorarkonsul für St. Kitts und Nevis bestellt und ansässig.
Auf internationaler Ebene setzt sich die Regierung von St. Kitts und Nevis für die Unterstützung Haitis bei der Überwindung der seit 2018 eingetretenen Krise ein. Terrance Drew, Premierminister von St. Kitts und Nevis, erklärte vor den Vereinten Nationen in New York am 14. Januar 2025:

„Haiti’s impact throughout history has edified the black experience from the Caribbean to America to Africa.  We must now be there for Haiti as it continues to rebuild from natural disasters and insecurity. St. Kitts and Nevis and Haiti have a special bond, and we will use our voice and vote at the UN to ensure that our solidarity translates to measurable results for our neighbours.
Saint Kitts and Nevis, alongside the Caribbean Community, firmly supports the work of the National Transitional Council as it strives to create an environment conducive to a multi-stakeholder political solution. Haiti was there for the downtrodden of the world, lighting the path toward freedom for many, and now the world must be there for Haiti. Not because it is a place of sorrow, but because it remains a symbol of human endurance and defiance against injustice.“

„Der Einfluss Haitis hat im Laufe der Geschichte die Erfahrungen der Schwarzen in der Karibik, in Amerika und in Afrika bereichert.  Wir müssen jetzt für Haiti da sein, während es sich nach Naturkatastrophen und Unruhen wieder aufbaut. St. Kitts und Nevis und Haiti verbindet eine besondere Beziehung, und wir werden unsere Stimme bei den Vereinten Nationen nutzen, um sicherzustellen, dass unsere Solidarität zu messbaren Ergebnissen für unsere Nachbarn führt.
St. Kitts und Nevis unterstützt gemeinsam mit der Karibischen Gemeinschaft nachdrücklich die Arbeit des Nationalen Übergangsrates, der sich bemüht, ein Umfeld zu schaffen, das einer politischen Lösung unter Beteiligung aller Akteure förderlich ist. Haiti war für die Unterdrückten der Welt da und hat vielen den Weg zur Freiheit geebnet, und jetzt muss die Welt für Haiti da sein. Nicht, weil es ein Ort der Trauer ist, sondern weil es ein Symbol für menschliches Durchhaltevermögen und den Widerstand gegen Ungerechtigkeit bleibt.“

Es bestehen Direktflüge zwischen Cap-Haïtien im Norden Haitis und Basseterre in St. Kitts. Sie werden von Sunrise Airways betrieben.